# Chapelle Russell
Chapelle A. Russell (Lakewood, Nueva Jersey, 20 de enero de 1997) más conocido como Chapelle Russell, es un jugador profesional estadounidense de fútbol americano que se desempeña en la posición de linebacker en Pittsburgh Steelers, equipo de la National Football League (NFL).

## Carrera
Fue seleccionado en la séptima ronda en la Reunión Anual de Selección de Jugadores de la NFL de 2020. Hizo su debut profesional con el equipo Tampa Bay Buccaneers, en el cual jugó una temporada (2020-2021), después pasó a Jacksonville Jaguars (2021-2023), luego pasó a Pittsburgh Steelers, donde lleva jugando una temporada.